# Матара
Матара (синг. මාතර, трансліт. Mātara, там. மாத்தறை, трансліт. Māttaṟai) — основне місто Шрі-Ланки на південному узбережжі Південної провінції, яке розташовано за 160 км від Коломбо. Воно є основним комерційним центром, а також адміністративною столицею округу Матара. Місто серйозно постраждало від землетрусу в Індійському океані 2004 року.

## Етимологія
Термін «матара» складається з двох частин, які означають «Великий пором», які імовірно походять із тамільської мови від слова «маттурай», що означає «великий морський порт» або «велика фортеця». Також вважається, що слово походить від неправильної вимови слова «матора» португальцями, які називали місто «Матуре» або «Матурай» у 1672 році. Корінне слово «матора» також може походити від словосполучення «мага тера», що означає місце, де перетиналася Велика річка.
Місто також називали «Мага Тота» (Мало Тота) або Мага-паттана — великий пором. Слово «магатота» може бути похідним від тамільського слова «мага етара», що означає «великий брід». Сьогодні річка Нілвала протікає через Матару, і кажуть, що там було широке місце, де переправлялися пороми. У 1673 році голландський міністр Філіпп Бальдей називав місто «Матуре», в 1681 році Роберт Нокс використовував назву «Матура», а в 1744 році Гейдт використовував слово «Мадерон».

## Історія
Матара історично належить до тієї області, яка називалася Королівством Ругуна, яке було одним із трьох королівств Шрі-Ланки (Тун Сінгалая තුන් සිංහලය). За версією бгікшу Тотаґамуве Шрі Рагула Тера, король Веерабамапанам зробив Матару своєю столицею і назвав її «Мапатуна». Храм посеред міста також був побудований стародавніми царями і є дуже популярним священним місцем серед буддистів цього району.
У XVI і XVIII століттях Матара була під правлінням португальців і голландців.
У 1756 році голландці захопили Морську провінцію і розділили її на чотири адміністративні округи — Сабараґамува, Сат Корле, Сатара Кореле і Матара. Серед цих округів провінція Матара займала найбільшу площу (по суті всю Південну провінцію аж до річки Калуґанґа). У справі, яку король Дгармапала передав голландцям, було зазначено, що територія району Матара простягалася від Шрі-Джаяварденепура-Котте до річки Валаве Ґанґа.
У 1760 році форт був успішно атакований військами королівства Канді. Форт Матара утримувався у руках сингальців майже один рік. У 1762 році голландці відбили форт Матара без особливого опору. Після форту Ґалле форт Матара був другим за значенням фортом для південних морських провінцій Голландського Цейлону та командною базою для деяких внутрішніх фортів.
У 1796 році форт було урочисто передано англійцям. Голландську і англійську культуру та архітектуру все ще можна побачити по всій місцевості. Маяк Дондра був побудований голландцями і вважається одним з найкрасивіших і найстаріших маяків Шрі-Ланки. Дві фортеці, форт Матара і форт Стар, які були побудовані голландцями, можна побачити в місті. Інші важливі колоніальні твори — церква Св. Марії та площа ринок Нуп.
Найбільш відомими мислителями, які жили в цьому районі, були Кумаратунґа Мунідаса і Ґаджаман Нона. Етнічна більшість Матари — сингальці; протягом XVI і XVII століть в цей район прибули ларакалли (маври) як торговці з Аравії. Сьогодні їхні нащадки мирно співіснують із сингальцями, будучи етнічною меншиною.

## Пам'ятки архітектури

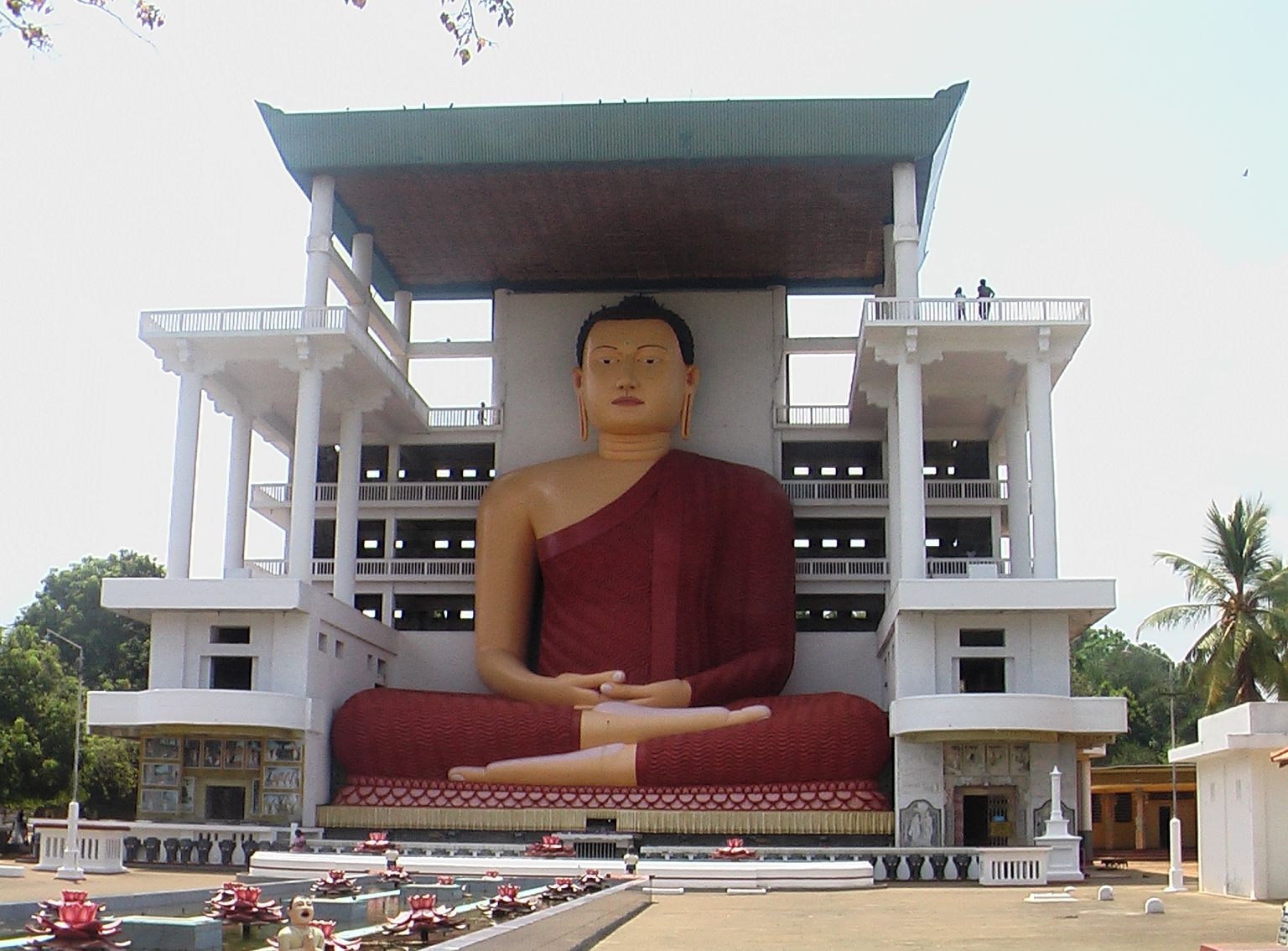
Храм Вегерагена

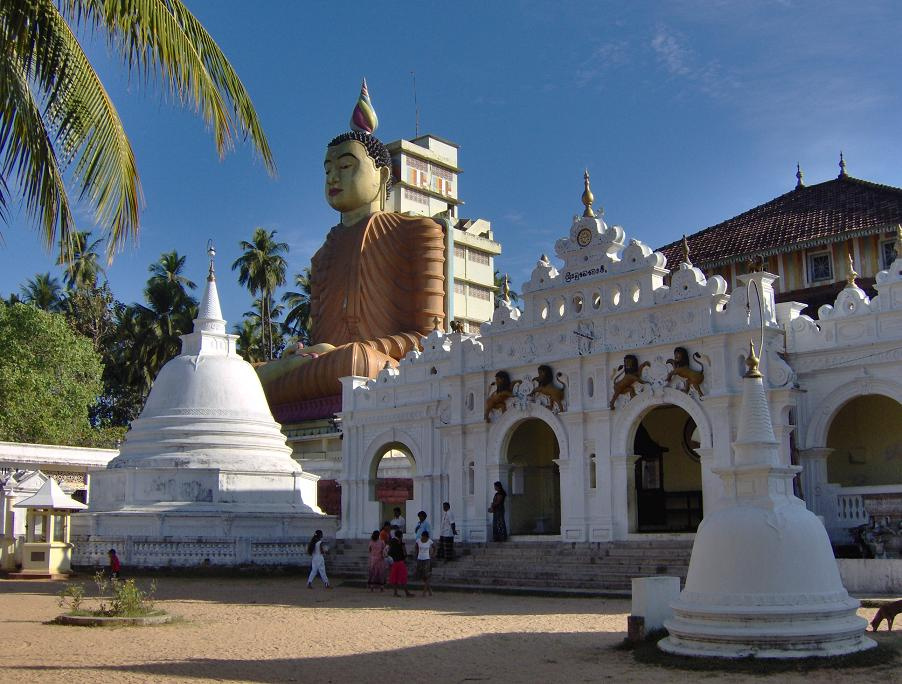
Вевуруканнала Вігарая

Матара — бурхливе і розвиваюче комерційне місто, яке майже не має туристичних пам'яткок, що, певною мірою, дозволяє побачити сучасне життя Шрі-Ланки. Головними визначними пам'ятками Матари є вали, голландська архітектура, добре збережений форт і вуличне життя.
- Парей Дева (Камінь у воді) або храм Параві Дупата — відносно сучасний буддійський храм на острові Піджин у передмісті Матари. До нього можна добратися красивим вантовим мостом, який був споруджений у 2008 році, (замінивши більш ранній міст, знищений цунамі у 2004 році). Храм оформлений із привабливих садів і вміщує численні статуї Будди і нібито копію відбитку сліду Шиви, знайденого на Піку Адама.
- Храм Вераґампіта Раямага Вігарая
- Матара Бодгія — буддійський храм, який є місцем священного фігового дерева.
- Форт Матара/вали: Форт Матар був побудований у 1560 році португальцями і ґрунтовно відновлений голландцями в 1640 році після захоплення Ґалле. Форт, який складається із великого оборонного муру, займає мис, який відокремлює лагуну річки Нілвала і океан.Параві Дупата у Матара

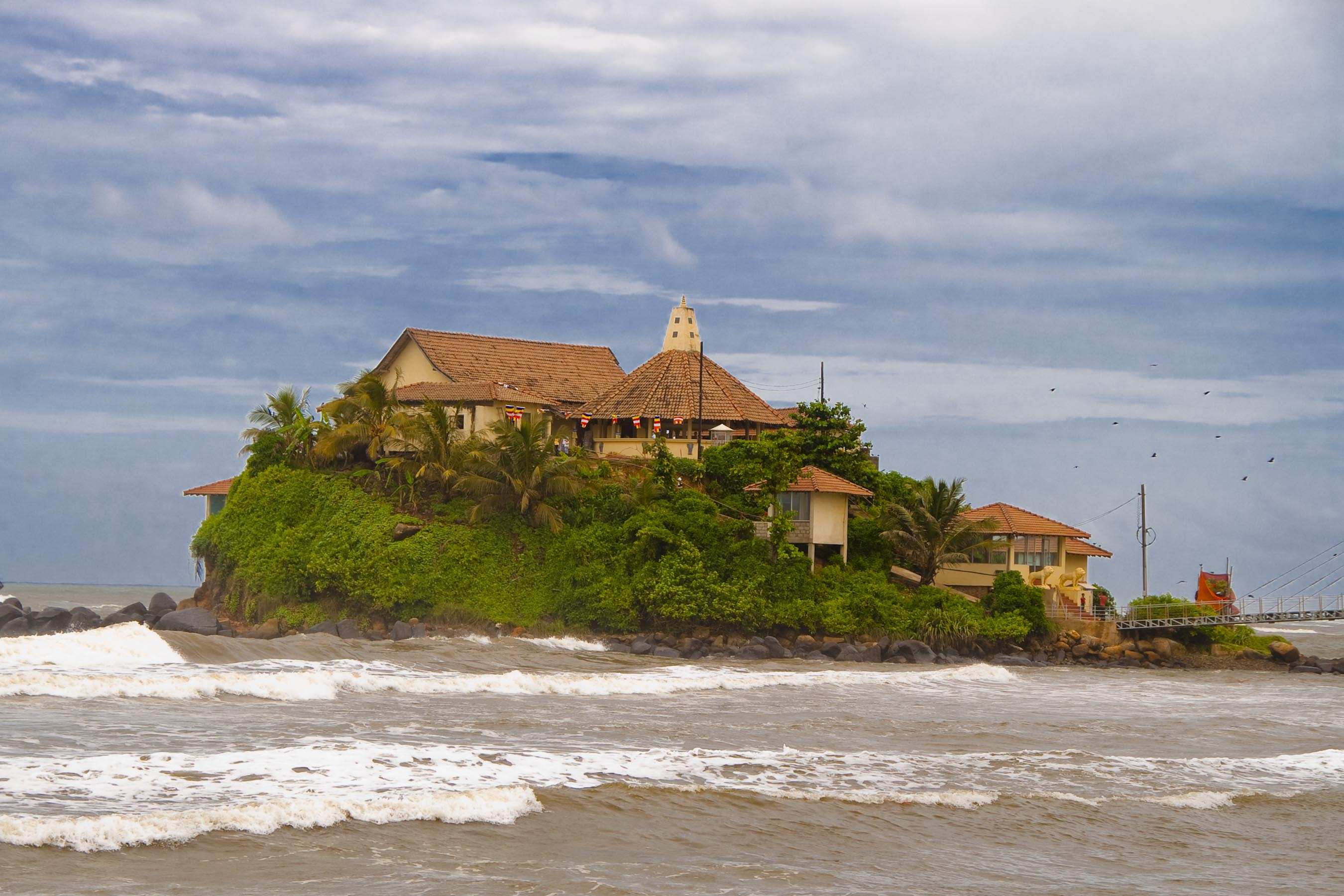
Параві Дупата у Матара

- Голландська реформатська церква Матари була споруджена у межах форту Матара голландями у 1706 році. Вона була значною мірою реконструйована у 1767 році після повторного захоплення форту в 1762 році.[6]
- Форт Стар знаходиться на західній чи суходольній стороні річки Нілвалі. Форт був побудований голландцями після повстання Матара 1761 року, щоб захистити головний форт від нападів із сторони річки. Будівництво унікальної фортеці-зірки було завершене в 1765 році.
- Старий ринок Нуп був збудований голландцями у 1784 році, приблизно 3,2 кілометри (2,0 милі) від форту Матара.[7]
- Церква Св. Марії. Дата на дверях (1769) вказує на перебудову храму після повстання Матара 1762 року.

## Освіта

### Університети
- Університет Ругуна
- Шрі-Ланкійський відкритий університет (регіональний центр)
- Шрі-Ланкійський інститут інформаційних технологій(регіональний центр)

## Економіка й інфраструктура

### Транспорт

#### Залізниця
Залізнична станція Матара — кінцева лінія прибережної лінії Шрі-Ланкійської залізниці, планується продовження лінії до Катараґами.

#### Автошляхи
Матара — головний транспортний вузол країни. Вона обслуговує шосе А2, яке проходить через місто. Місто також є південним кінцем другого відрізку південної швидкісної дороги Е01, відкритої з березня 2014 року.